# Erla (zámek)
Zámek Erla leží v nadmořské výšce 291 metrů v centru Erla, části obce St. Pantaleon-Erla v okrese Amstetten v rakouské spolkové zemi Dolní Rakousy. Zámek byl přestavěn z dřívějšího paláce benediktinského kláštera Erla.

## Historie
Benediktinský klášter Erla založil roku 1130 Otto I. z Machlandu (1090-1130). V roce 1583 papež Řehoř XIII. (žil 1502-1585) klášter zrušil. Poté byla klášterní budova a příslušné panství, přiděleno císařem Rudolfem II. (1552-1612) luteránskému městu Vídni pro potřebu královnina kláštera. Ten byl v roce 1782 rovněž zrušen, čímž se panství Erla dostalo do správy náboženského fondu státní administrativy.
V roce 1832 zámek získal baron z Pereira-Arnsteinu.
Další vlastníci:
- 1880: baronka Hard
- 1895: Karl von Coudenhove
- 1906: Hermann Goldschmidt